# ماهاویر سینگ پوگات
ماهاویر سینگ پوگات (به انگلیسی: Mahavir Singh Phogat) کشتی‌گیر آماتور هندی، سیاستمدار و مربی ارشد در بازی‌های المپیک است. او مربی و پدر خواهران پوگات می‌باشد. فیلم هندی دنگل، به‌طور تقریبی براساس زندگی او ساخته شده است.
او مربی و پدر گیتا کوماری است، که اولین مدال طلای هند را در کشتی آزاد زنان دستهٔ ۵۵ کیلوگرم بازی‌های کشورهای همسود ۲۰۱۰ کسب کرد و اولین کشتی‌گیر زن هندی است که به المپیک راه یافت. او همچنین پدر و مربی بابیتا کوماری است که در قهرمانی کشتی جهان ۲۰۱۲ برنده مدال برنز شد و در بازی‌های کشورهای همسود ۲۰۱۴ صاحب مدال طلا گردید.